# Lutoryż
Lutoryż [pronunciación en polaco: /luˈtɔrɨʂ/] es un pueblo ubicado en el distrito administrativo de Gmina Boguchwała, dentro del condado de Rzeszów, Voivodato de Subcarpacia, en el sureste de Polonia. Se encuentra a unos 3 kilómetros al suroeste de Boguchwała y a 10 kilómetros al suroeste de la capital regional Rzeszów.
El pueblo tiene una población de 1.564 habitantes.